# Billy-le-Grand
 Billy-le-Grand  es una población y comuna francesa, en la región de Champaña-Ardenas, departamento de Marne, en el distrito de Châlons-en-Champagne y cantón de Suippes.

## Demografía
| 62 | 56 | 46 | 53 | 77 | 99 | 98 |
| Para los censos de 1962 a 1999 la población legal corresponde a la población sin duplicidades (Fuente: INSEE [Consultar]) |    |    |    |    |    |    |